# Hasdrubal Sličný
Hasdrubal Sličný (270 př. n. l. – 221 př. n. l.) byl kartaginský vojevůdce, zeť Hamilkara Barky a muž, který konsolidoval nově dobyté území Kartága v Ibérii.
Mezi léty 264 až 241 př. n. l. Kartaginci válčili proti Římanům v první punské válce, která skončila kartaginskou porážkou a přenecháním Sicílie ve prospěch Říma. Po podepsání mírové smlouvy se vztahy mezi oběma městy vyvíjely vcelku přátelsky až do okamžiku, kdy se Římané nečekaně zmocnili Sardinie. V Kartágu poté získali na vlivu politici, kteří preferovali méně vstřícný postup vůči Římanům. Ti nakonec rozhodli o nutnosti dobytí nového zámořského panství v Ibérii, kde měly být získány prostředky na výstavbu nového vojska.
Velitelem, jenž měl na starosti uskutečnění tohoto záměru, se stal Hamilkar Barkas. Podporu v kartaginském senátu mu zajišťoval Hasdrubal, který se oženil s Hamilkarovou dcerou. V roce 237 př. n. l. se společně vydali do Gadesu (dnešní Cádiz), odkud započalo kartaginské dobývání Ibérie. Hasdrubal se později vrátil do Afriky, kde velel během tažení proti Numidii. V roce 228 př. n. l. Hamilkar Barkas předčasně zemřel, načež jeho vojáci vyzvali kartaginskou vládu, aby učinila Hasdrubala jejich velitelem. Senát souhlasil a Hasdrubal se brzy vrátil do Ibérie. Nový správce zabezpečil punské územní zisky v Hispánii diplomatickou cestou, především uzavíráním smíšených manželství mezi Puny a Ibery. Sám šel příkladem a mnozí další včetně Hamilkarova syna Hannibala ho následovali.
Zřejmě v roce 227 př. n. l. Hasdrubal založil nové hlavní město v Ibérii, jež bylo nazváno Carthago Nova (Cartagena). To leželo na strategicky výhodné pozici na poloostrově s dvěma znamenitými přístavy, v nepříliš velké vzdálenosti od stříbrných dolů. Z této základny postupoval dále na sever, přičemž dobyl řadu řeckých měst na pobřeží, která náležela římskému spojenci Massalii (Marseille). V roce 226 př. n. l. tudíž do Nového Kartága dorazili římští vyslanci, s nimiž Hasdrubal uzavřel dohodu o rozdělení sfér vlivu v Hispánii. Podle ní se severní hranicí kartaginského záboru stala řeka Ebro. Hasdrubal si dále směl podržet dobyté kolonie Massalie, musel se však zdržet jakýchkoli zásahů proti ostatním řeckým obcím na severu, které si měly podržet svoji nezávislost.
Příznačné je, že dohoda byla sjednána mezi Římany a Hasdrubalem, nijak v ní tedy nefigurovalo Kartágo. Stojí za povšimnutí, že všechny dřívější římsko-kartaginské smlouvy byly uzavírány jménem obou měst. Nabízí se proto domněnka, že Hasdrubal vystupoval jakožto nezávislý král. Některé starověké prameny dokonce naznačují, že se chtěl skutečně stát samostatným vládcem. Toto je ale podle všechno chybný závěr, nicméně jeho jednání popudilo mnohé politiky v Kartágu.
V roce 221 př. n. l. byl Hasdrubal v Novém Kartágu zavražděn jedním keltským žoldnéřem. Jeho nástupcem se stal jeho švagr Hannibal.